# 测量精度
- 關於衡量被测量值所处的量值范围的指标，請見「测量不确定度」。
- 關於衡量某一测量值与其真实值之间的偏离程度的指标，請見「测量误差」。

在测量学中，测量精度（measuring accuracy）或精準度，是衡量测量结果的真实性与可靠性的指标，通常包含精密度（precision，或译精确度）、准确度（accuracy）、正确度（trueness）及公差（tolerance）等含义。
上述中，“准确度”被认为是由正确度和精密度组合而成，用于衡量观测结果与其真值之间的接近程度；“正确度”指测量值的数学期望与真实值之间的接近程度，反映了测量过程中系统误差的大小；“精确度”指测量值与其数学期望之间的离散程度，反映了测量过程中偶然误差的大小。因此，准确度反映了偶然误差和系统误差的联合影响。
在中文语境下，「精度」常被用于指精密度或是精确度，「準度」则通常指准确度或是正确度的简称，「精準度」则是两者複合的含糊用语。精度和准度的具体含意应根据语境进行判别，规范性文件则通常会回避对“精度”的使用以免造成歧义。

## 基本概念

依照ISO 5725-1给出的定义，准确度由正确度（Trueness）和精密度（Precision）组成，准确度衡量测量结果与参考值直接的接近程度，精确度衡量测量结果之间的接近程度

### ISO 5725
在1994年国际标准化组织发布的关于测量精度概念的规范文件ISO 5725及其所对应的中华人民共和国国家标准GB/T 6379-2004 《测量方法与结果的准确度（正确度与精密度）》中，对测量精度的描述被分为准确度、正确度和精密度三个概念。该规范性文件的第一部分给出了对这三个概念的定义：
- 准确度：测试结果与接受参照值间的一致程度
- 正确度：由大量测试结果得到的平均数与接受参照值间的一致程度
- 精密度：在规定条件下，独立测试结果间的一致程度

与之相关的还有偏倚、重复性、再现性的概念：
- 偏倚：测试结果的期望与接受参照值之差
- 重复性（英語：repeatability）：在重复性条件下的精密度
- 再现性（英語：reproducibility）：在再现性条件下的精密度

另外，对于准确度，ISO 5725注明“当用于一组测试结果时，由随机误差分量和系统误差即偏倚分量组成”；对于重复性的注明是“正确度的度量通常用术语偏倚表示”以及“准确度曾被称为‘平均数的准确度’，这种用法不被推荐”；对于精密度的注明则是“精密度仅仅依赖于随机误差的分布而与真值或规定值无关”“ 精密度的度量通常以不精密度表达，其量值用测试结果的标准差来表示，精密度越低，标准差越大”。
除GB/T 6379-2004以外，中华人民共和国国家计量技术规范JJF 1001-2001 《通用计量术语及定义》中亦以相近的描述定义准确度、正确度和精密度。

### 测绘学
中国大陆使用的测绘学领域规范性文件GB/T 14911-2008 《测绘基本术语》中仅定义了“准确度”与“精密度”：
- 准确度：在一定测量条件下，对某一次的多次测量中，测量值的估值与其真值的偏离程度
- 精密度：在一定测量条件下，对某一次的多次测量中，各测量值间的离散程度

可见，测绘学中的“精密度”与ISO 5725及GB/T 6379-2004的概念相近，但前者的“准确度”则更接近于后者“正确度”的概念。而对于后者的“准确度”，测绘学有使用“精确度”一词来代称的情况。另外，测绘学中的“精度指标”通常是指平均误差、中误差、极限误差与相对误差等衡量精密度的指标。在不存在系统误差时，测绘学中的“精确度”即可由“精度（精密度）”代称；而存在系统误差时，测绘学中的“精确度”则应由“精度（精密度）”和“准确度（正确度）”共同衡量。
- 高准确度，高精密度
- 高准确度，低精密度
- 低准确度，高精密度
- 低准确度，低精密度

## 精度指标

正态分布的概率密度分布图，越靠近分布函数的中部出现的概率越高

假设某一观测量的真实值为 {\displaystyle {\tilde {X}}} ，对其进行 {\displaystyle n} 次观测，可以得到由 {\displaystyle n} 个观测值组成的观测向量
{\displaystyle X={\begin{bmatrix}X_{1}&X_{2}&\cdots &X_{n}\end{bmatrix}}^{T}}
这些观测量的测量误差 {\displaystyle \Delta } 是其真实值与观测值之差：
{\displaystyle \Delta ={\tilde {X}}-X}
以概率论中的中心极限定理为依据，测量误差通常被视作是数学期望为 {\displaystyle \operatorname {E} [\Delta ]}，标准差为 {\displaystyle \sigma } 的随机变量，并且服从于相应的正态分布：
{\displaystyle f(\Delta )={\frac {1}{\sigma {\sqrt {2\pi }}}}e^{-{\frac {(\Delta -\operatorname {E} [\Delta ])^{2}}{2\sigma ^{2}}}}}
基于这一假设，可以采用统计学的方法构造各类指标对测量误差的分布情况进行分析，以评价测量结果的准确度、精密度和正确度。又由于偶然误差和系统误差具有不同的统计特性，即偶然误差的数学期望为零，但系统误差不然。因此在进行测量结果的分析时，也常会将偶然误差与系统误差分别分析，即选用不同的精度指标来评价精密度和正确度。

### 偶然误差
偶然误差是指在大小和符号上表现出偶然性，但总体上符合一定统计规律的误差，其数学期望为零。精密度即是对偶然误差统计的描述。

#### 方差与中误差
根据 {\displaystyle \operatorname {E} [\Delta ]=0} 的特性，可以得出偶然误差的中误差为：
{\displaystyle \sigma ={\sqrt {\operatorname {E} [\Delta ^{2}]-\operatorname {E} [\Delta ]^{2}}}={\sqrt {\operatorname {E} [\Delta ^{2}]}}}
其估计值由下列公式计算
{\displaystyle {\hat {\sigma }}={\sqrt {\frac {\sum _{i=1}^{n}\Delta ^{2}}{n}}}}
通过方差是中误差的平方的关系，亦可得到偶然误差的方差及其估计值。

#### 极限误差
对于正态分布，误差分布于与平均值距离一倍及二倍、三倍中误差之间的概率分别为
{\displaystyle {\begin{cases}\operatorname {Pr} (-\sigma <\Delta <+\sigma )=68.3\%\\\operatorname {Pr} (-2\sigma <\Delta <+2\sigma )=95.5\%\\\operatorname {Pr} (-3\sigma <\Delta <+3\sigma )=99.7\%\end{cases}}}
在远离平均值时，误差出现的概率相当接近于零，可以在假设检验中将其排除，而选定的排除“该误差是偶然误差”这一假设的极限值即为极限误差。在测量学中，常以二倍或三倍中误差作为极限误差。

#### 平均误差
平均误差即平均绝对误差，对于一定观测条件下的某组独立的偶然误差来说，是其绝对值的数学期望：
{\displaystyle \theta =\operatorname {E} [\left\vert \Delta \right\vert ]}
相应的估计值为
{\displaystyle {\hat {\theta }}={\frac {1}{n}}\sum _{i=1}^{n}\left\vert \Delta \right\vert }
根据正态分布的概率分布函数，可以得出平均误差 {\displaystyle \theta } 与中误差 {\displaystyle \sigma } 之间的数学关系：
{\displaystyle \theta =\int _{-\infty }^{+\infty }\left\vert \Delta \right\vert f(\Delta )\operatorname {d} \!\Delta =\int _{0}^{+\infty }2\Delta f(\Delta )\operatorname {d} \!\Delta ={\sqrt {\frac {2}{\pi }}}\sigma }
即有
{\displaystyle \theta \approx 0.7979\sigma }

#### 或然误差
或然误差 {\displaystyle \rho } 是使区间 {\displaystyle (-\rho ,+\rho )} 内的累积概率分布为 {\displaystyle 1/2} 的值，即：
{\displaystyle \int _{-\rho }^{+\rho }f(\Delta )\operatorname {d} \!\Delta ={\frac {1}{2}}}
且可解得
{\displaystyle \rho \approx 0.6745\sigma }

### 系统误差
观测量 {\displaystyle X} 中存在的系统误差是指观测量的真实值 {\displaystyle {\tilde {X}}} 与其数学期望 {\displaystyle \operatorname {E} [X]} 之间的差值：
{\displaystyle \varepsilon ={\tilde {X}}-\operatorname {E} [X]}

### 均方误差
观测量 {\displaystyle X} 的均方误差 {\displaystyle \operatorname {MSE} [X]}  通过下列公式计算：
{\displaystyle \operatorname {MSE} [X]=\operatorname {E} [(X-{\tilde {X}})^{2}]}
将其进行分解，可以得出以方差和系统误差的平方和表示的均方误差：
{\displaystyle {\begin{aligned}\operatorname {MSE} [X]&=\operatorname {E} [(X-{\tilde {X}})^{2}]\\[4pt]&=\operatorname {E} [[(X-\operatorname {E} [X])+(\operatorname {E} [X]-{\tilde {X}})]^{2}]\\[4pt]&=\operatorname {E} [(X-\operatorname {E} [X])^{2}+2(X-\operatorname {E} [X])(\operatorname {E} [X]-{\tilde {X}})+(\operatorname {E} [X]-{\tilde {X}})^{2}]\\[4pt]&=\operatorname {E} [(X-\operatorname {E} [X])^{2}]+2\operatorname {E} [(X-\operatorname {E} [X])(\operatorname {E} [X]-{\tilde {X}})]+\operatorname {E} [(\operatorname {E} [X]-{\tilde {X}})^{2}]\\[4pt]&=\sigma _{X}^{2}+2(\operatorname {E} [X]-\operatorname {E} [X])(\operatorname {E} [X]-{\tilde {X}})+\varepsilon ^{2}\\[4pt]&=\sigma _{X}^{2}+\varepsilon ^{2}\\[4pt]\end{aligned}}}
因此，均方误差被认为同时包含了对偶然误差和系统误差的定量描述，可以衡量测量学中的“精确度”。

## 拓展阅读

### 书籍
- 武汉大学测绘学院测量平差学科组．误差理论与测量平差基础（第三版）．武汉：武汉大学出版社，2014．ISBN 978-7-307-12922-1．
- Taylor, John. Introduction to error analysis, the study of uncertainties in physical measurements. （页面存档备份，存于） 1997. ISBN 0-935702-42-3.

### 规范
- ISO 5725-1:1994(en) Accuracy (trueness and precision) of measurement methods and results — Part 1: General principles and definitions （页面存档备份，存于）（英文）
- 中华人民共和国国家标准，GB/T 6379.1-2004 测量方法与结果的准确度（正确度与精密度） 第一部分：总则与定义
- 中华人民共和国国家标准，GB/T 14911-2008  测绘基本术语 （页面存档备份，存于）
- 中华人民共和国国家计量技术规范，JJF 1001-2001 通用计量术语及定义 （页面存档备份，存于）

## 外部連結
- BIPM - Guides in metrology （页面存档备份，存于） - Guide to the Expression of Uncertainty in Measurement (GUM) and International Vocabulary of Metrology (VIM)
- "Beyond NIST Traceability: What really creates accuracy" - Controlled Environments magazine
- Precision and Accuracy with Three Psychophysical Methods （页面存档备份，存于）
- Guidelines for Evaluating and Expressing the Uncertainty of NIST Measurement Results, Appendix D.1: Terminology （页面存档备份，存于）
- Accuracy and Precision （页面存档备份，存于）
- Accuracy vs Precision （页面存档备份，存于） — a brief, clear video by Matt Parker